# Холлинрейк, Кевин
Кевин Пол Холлинрейк (англ. Kevin Paul Hollinrake; род. 28 сентября 1963, Easingwold, Норт-Йоркшир) — британский политический и государственный деятель, член Консервативной партии.

## Биография
7 мая 2015 года одержал победу на парламентских выборах в округе Тирск и Мэлтон (Северный Йоркшир), набрав 52,6 % голосов и не оставив никаких шансов основному сопернику, лейбористу Алану Эйвери (Alan Avery), которого поддержали лишь 15,4 % избирателей.
27 октября 2022 года был назначен парламентским помощником министра предпринимательства, энергетики и промышленной стратегии, 7 февраля 2023 года стал парламентским помощником министра предпринимательства и торговли. 26 марта 2024 года назначен младшим министром в Министерство предпринимательства и торговли.
В качестве младшего министра с октября 2022 по июль 2024 года отвечал в числе прочего за работу почты и упоминался в связи с последствиями скандального судебного процесса Бейтс и другие против Post Office Ltd и расследования по делу Horizon IT о необоснованных обвинениях почтовых служащих в хищениях из-за ошибок бухгалтерской программы в период с 1999 по 2015 год.
4 июля 2024 года состоялись досрочные парламентские выборы, которые принесли консерваторам тяжелейшее поражение.
8 июля 2024 года назначен в теневом кабинете Риши Сунака на должность теневого министра предпринимательства и торговли. Преемником Холлинрейка в действующем правительстве стал Джастин Мэддерс.
2 ноября 2024 года Кеми Баденок победила на выборах нового лидера партии и 5 ноября сформировала свой теневой кабинет, в котором Холлинрейк был назначен теневым министром жилищного хозяйства, сообществ и местного самоуправления.
22 июля 2025 года в ходе серии кадровых перестановок в теневом правительстве назначен председателем Консервативной партии.